# Freden i Neuilly-Sur-Seine

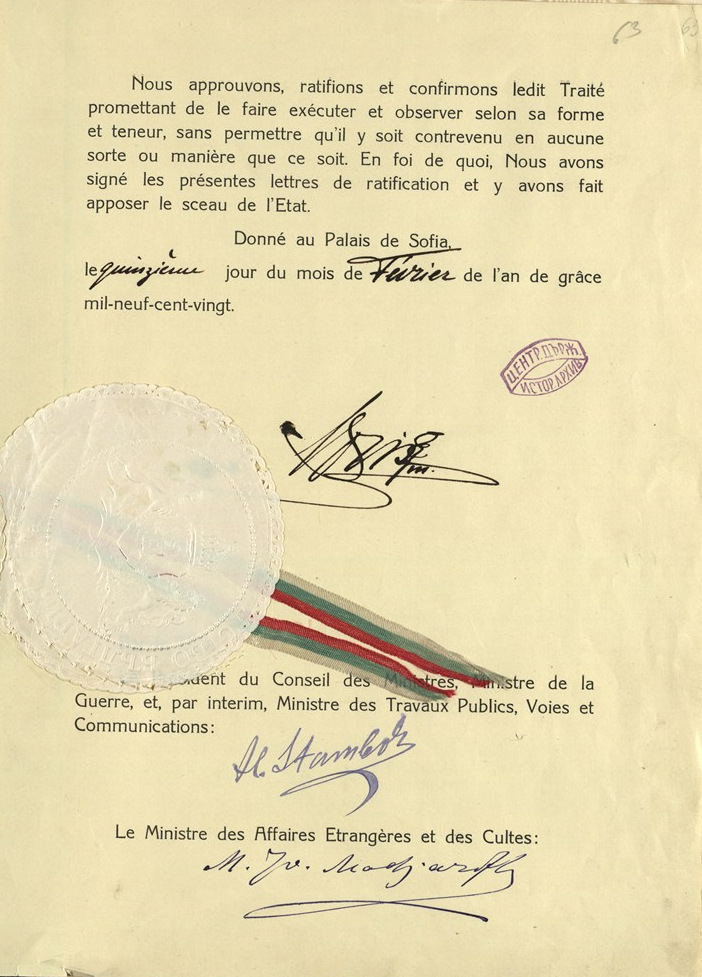
Bild av fredsavtalet med signaturer.

Freden i Neuilly (officiellt Neuilly-sur-Seine) var fredsavtalet mellan den segrande ententen av de allierade under första världskriget och den besegrade centralmaktsmedlemmen Bulgarien. Det undertecknades den 27 november 1919 i kommunen Neuilly-sur-Seine, som utgör en del av Paris västra förorter. Trots att avtalet var strängt, räknas det som det mest lindriga av de fredsavtal som ingicks efter första världskriget.

Bulgariens territoriella förluster finns markerade i rött

### Villkor:
Bulgarien tvingades lämna västra Trakien (erövrat under det första balkankriget) till Grekland. Det innebar att Bulgarien förlorade alla sina kustområden vid Egeiska havet och därmed blev utestängt från havet. Landet tvingades dessutom avträda mindre områden i väster till det nybildade Serbernas, kroaternas och slovenernas kungadöme (Jugoslavien). Den bulgariska armén begränsades till högst 20 000 man (inklusive gränsvakter och interna styrkor), och allt innehav av tunga vapen förbjöds. Slutligen ålades Bulgarien att betala ett krigsskadestånd på 100 000 000 £ till ententen.

### Följder:
Som en konsekvens av detta fredsavtal anslöt sig Bulgarien till Tyskland under andra världskriget för att återta sina förlorade områden. Man lyckades inledningsvis, men i slutändan ockuperades landet av Sovjetunionen – trots att det inte deltagit aktivt i kriget mot dem och förklarat sig neutralt under 1944 när krigets vindar hade vänt.  